# Claudia et David
Série Claudia
Claudia (1943)
Pour plus de détails, voir Fiche technique et Distribution.
Claudia et David (Claudia and David) est un film américain en noir et blanc réalisé par Walter Lang, sorti en 1946.
Il s'agit de la suite du film Claudia (1943).

## Synopsis
Dans une petite ville rurale du Connecticut, Claudia, charmante, naïve et un peu nerveuse, est doit faire face aux responsabilités qu'exigent le mariage et la maternité. La jalousie s'insinue en elle lorsque Elizabeth commence à consulter son mari David au sujet d'un projet de construction. Claudia est l'objet des attentions d'un homme marié, Phil...

## Fiche technique
- Titre : Claudia et David
- Titre original : Claudia and David
- Réalisation : Walter Lang
- Scénario : Frank Davis, Tess Slesinger, William Brown Meloney, Vera Caspary, d'après la roman Claudia and David de Rose Franken (1940)
- Production : William Perlberg
- Société de production : Twentieth Century Fox
- Musique : Cyril J. Mockridge, David Buttolph
- Photographie : Joseph LaShelle
- Montage : Robert L. Simpson
- Pays d'origine : États-Unis
- Format : noir et blanc - 1,37:1 - son : Mono (RCA Sound System)
- Genre : comédie dramatique
- Durée : 78 min
- Dates de sortie :
  - États-Unis : 14 août 1946
  - France : 20 octobre 1948

## Distribution
- Dorothy McGuire : Claudia Naughton
- Robert Young : David Naughton
- Mary Astor : Elizabeth Van Doren
- John Sutton : Phil Dexter
- Gail Patrick : Julia Naughton
- Rose Hobart : Edith Dexter
- Harry Davenport : Dr Harry
- Florence Bates : Nancy Riddle
- Jerome Cowan : Brian O'Toole
- Frank Tweddell : Fritz
- Elsa Janssen : Bertha
- Anthony Sydes : Bobby